# Fight for the Rock
Fight for the Rock ist das dritte Studioalbum der US-amerikanischen Heavy-Metal-Band Savatage.

## Hintergrund
Das Album wurde in England mit den Produzenten Stephan Galfas, Robert Zemsky, Rick Smith und Steven Machat eingespielt. Es gilt als ein Versuch der Plattenfirma, ein kommerziell breiteres Publikum zu erreichen, wohingegen es die Band zumindest phasenweise ablehnte. Teilweise tendieren die Songs in Richtung härterer Rockmusik, die etwa durch die Keyboard-Einlagen, auch an Glam-Metal-Bands wie Cinderella, Poison oder Hanoi Rocks erinnert.

## Titelliste
| Nr. | Titel                           | Autoren                               | Länge |
| --- | ------------------------------- | ------------------------------------- | ----- |
| 1.  | Fight for the Rock              | Criss Oliva, Jon Oliva, Steve Wacholz | 3:55  |
| 2.  | Out on the Streets              | C. Oliva, J. Oliva                    | 3:58  |
| 3.  | Crying for Love                 | C. Oliva, J. Oliva                    | 3:27  |
| 4.  | Day After Day (Badfinger cover) | Pete Ham                              | 3:40  |
| 5.  | The Edge of Midnight            | C. Oliva, J. Oliva, Wacholz           | 4:52  |

| Nr. | Titel                     | Autoren                                                                         | Länge |
| --- | ------------------------- | ------------------------------------------------------------------------------- | ----- |
| 6.  | Hyde                      | C. Oliva, J. Oliva, Wacholz                                                     | 3:51  |
| 7.  | Lady in Disguise          | J. Oliva                                                                        | 3:08  |
| 8.  | She’s Only Rock ’n Roll   | C. Oliva, J. Oliva                                                              | 3:14  |
| 9.  | Wishing Well (Free cover) | John "Rabbit" Bundrick, Paul Kossoff, Simon Kirke, Paul Rodgers, Tetsu Yamauchi | 3:20  |
| 10. | Red Light Paradise        | Johnny Lee Middleton, C. Oliva, J. Oliva                                        | 3:56  |

| Nr. | Titel                           | Autoren                          | Länge |
| --- | ------------------------------- | -------------------------------- | ----- |
| 11. | If I Go Away (Acoustic version) | C. Oliva, J. Oliva, Paul O’Neill | 3:50  |

| Nr. | Titel                           | Autoren                           | Länge |
| --- | ------------------------------- | --------------------------------- | ----- |
| 11. | The Dungeons Are Calling (live) | Keith Collins, C. Oliva, J. Oliva | 3:45  |
| 12. | City Beneath the Surface (live) | C. Oliva, J. Oliva                | 5:01  |

| Nr. | Titel                                                                                | Autoren           | Länge |
| --- | ------------------------------------------------------------------------------------ | ----------------- | ----- |
| 11. | This Is the Time (acoustic version recorded by Jon Oliva in 2010)                    | O’Neill, J. Oliva | 5:31  |
| 12. | This Is Where You Should Be (recorded during the Hall of the Mountain King sessions) | O’Neill, J. Oliva | 4:55  |

## Mitwirkende
Savatage
- Jon Oliva – lead vocals, piano
- Criss Oliva – guitars, backing vocals
- Johnny Lee Middleton – bass guitar, backing vocals
- Steve "Doc" Wacholz – drums, percussion

Gastmusiker
- Larry Dvoskin (credited as "Dvoskin") – keyboards
- Brent Daniels – backing vocals

Produktion
- Stephan Galfas – producer, engineer, mixing
- Mario Rodriguez, Ralph Mastrangelo – assistant mixing
- Mark Jolley – engineer
- Dan McMillan – assistant engineer
- Bob Ludwig – mastering at Masterdisk, New York
- Robert Zemsky – associate producer, management
- Steven Machat, Rick Smith – executive producers
- Bob Defrin – art direction

## Rezeption
Das Album erreichte Platz 158 in den Billboard 200 und im Jahr 2021 Platz 67 in Deutschland. Metal.de schrieb: "Rein inhaltlich wird dem Hörer zwar keine schlechte Kost geboten. Es handelt sich jedoch eher um teilweise arg seichte Rockmusik... (...) Freilich findet man auch hier Stücke, zu denen man schön mit dem Fuß wippen kann. Der Titeltrack „Fight For The Rock“ ist eine gute Nummer, „Edge Of Midnight“ ebenfalls, und auch eher schnulzige Tracks wie „Crying For Your Love“ oder „Out On The Streets“ gehen in Ordnung. Aber es hat schon einen Grund, dass die Songs dieser Scheibe nur gaaaaanz selten Platz auf der Setlist von Savatage fanden."